# بندمیر، نیو ساوت ولز
بندمیر (به انگلیسی: Bendemeer) یک شهرک در استرالیا است که در نیو ساوت ولز واقع شده‌است.